# Nadleśnictwo Jędrzejów
Nadleśnictwo Jędrzejów – jednostka organizacyjna Lasów Państwowych podległa Regionalnej Dyrekcji Lasów Państwowych w Radomiu. Siedziba nadleśnictwa znajduje się w Jędrzejowie, w powiecie jędrzejowskim, w województwie świętokrzyskim.
Nadleśnictwo obejmuje większą część powiatu jędrzejowskiego. Powierzchnia Nadleśnictwa wynosi 15 056, 46ha.

## Historia
Wzmianki o Leśnictwie Jędrzejów pojawiają się w 1903. Ówcześnie większość tutejszych lasów stanowiły dobra prywatne. Skarb państwa posiadał m.in. obszar leśny Tarszawa – dawną własność jędrzejowskich cystersów, upaństwowioną przez carat.
Nadleśnictwo Jędrzejów powstało w 1918 na bazie austro-węgierskiej okupacyjnej administracji leśnej, której trzon kadry stanowili Polacy z Galicji. Wśród nich był m.in. Tadeusz Górecki, który w 1915 otrzymał przydział wojskowy do pracy w okupacyjnym zarządzie leśnym. Od 1918 był leśniczym Leśnictwa Małogoszcz, pełniąc tę funkcję aż do 1957. W okresie międzywojennym lasy skarbowe w powiecie jędrzejowskim zajmowały 5287,4 ha, a lasy prywatne 10953,38 ha.
Podczas II wojny światowej tutejsze lasy mocno ucierpiały w wyniku rabunkowej gospodarki prowadzonej przez Niemców. Rabunek nie dotyczył jedynie drzew, lecz także żywicy, torfu  czy zwierzyny, na którą Niemcy chętnie urządzali polowania w jędrzejowskich lasach. Władze niemieckie podzieliły nadleśnictwo na dwie jednostki: Nadleśnictwo Jędrzejów Północ i Nadleśnictwo Jędrzejów Południe. Polski personel nadleśnictw pomagał w działaniach partyzanckich.
Po wojnie lasy prywatne zostały znacjonalizowane przez władze komunistyczne. W 1945 dokonano reorganizacji administracji leśnej. Nadleśnictwa Jędrzejów Północ i Jędrzejów Południe zostały podzielone, a zarządzane przez nie lasy weszły w skład nadleśnictw: Jędrzejów, Koniecpol, Moskorzew, Oksa, Pińczów, Snochowice, Szczekociny i Wodzisław.
Obecny kształt Nadleśnictwo Jędrzejów uzyskało w 1973.

## Ochrona przyrody
Na terenie nadleśnictwa znajdują się dwa rezerwaty przyrody:
- Gaj
- Wzgórza Sobkowskie.

## Drzewostany
Typy siedliskowe lasów nadleśnictwa (z ich udziałem procentowym):
- lasy i olsy 60,11%
- bory 39,89%

Gatunki lasotwórcze lasów nadleśnictwa (z ich udziałem procentowym):
- sosna 73,49%
- dąb 10,28%
- olsza 7,25%
- brzoza 2,39%
- jodła 1,97%
- buk 1,93%
- modrzew 1,60%
- świerk 0,26%
- pozostałe 0,83%